# Banicja

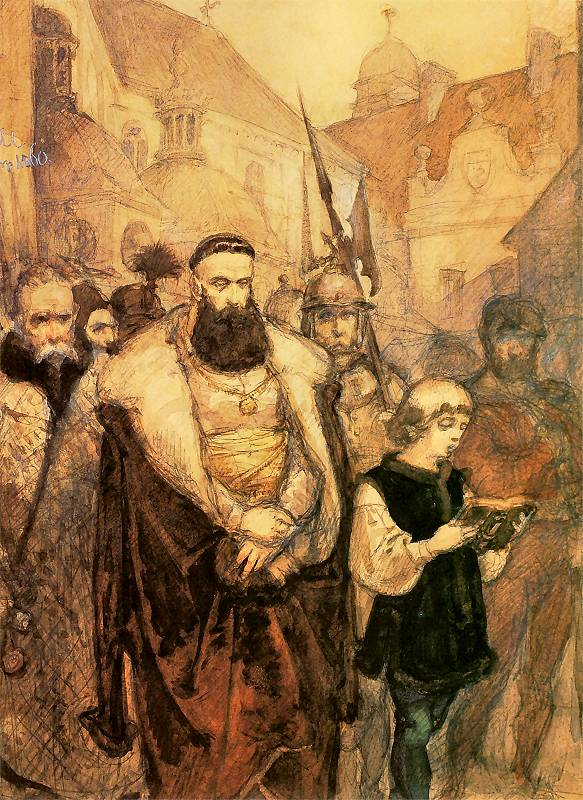
Banita (Samuel Zborowski) prowadzony na śmierć

Banicja (łac. bannitio, od bannire – skazać na wygnanie) – ogłoszone wygnanie z ojczyzny. Skazany na taką karę to banita.
Wyrok pozbawiał czci i honoru oraz najczęściej dopuszczał bezkarne zabicie banity, gdyby pojawił się na terytorium swego kraju. Banicja była wyrokiem łagodniejszym od infamii, bo zabicie banity nie było nagradzane, w odróżnieniu od zabicia infamisa. Specyficzną formą banicji było „wyświecenie” (czyli wyprowadzenie ze światłem), orzekane wobec stanów niższych (mieszczan, chłopów). Ci, którzy za swoje przestępstwo (najczęściej kradzież) uniknęli kary śmierci, podlegali chłoście, po której kat wyprowadzał skazańca przy świetle latarni poza mury miasta. Jednym z najsławniejszych banitów w Polsce był Samuel Łaszcz (1588–1649).
Czasami na banicję skazywane były całe rodziny lub narody; rzymski senat na przykład mógł skazać rzymskie rodziny (np. ród Brutusa) albo całe państwa. Wtedy z takim państwem lub rodem prowadzono wojnę.
W świetle prawa międzynarodowego banicja to nakazanie opuszczenia terytorium państwowego własnemu obywatelowi, co współcześnie jest zakazane (obowiązkiem każdego państwa jest przyjąć swego obywatela, bez względu na okoliczności, Powszechna deklaracja praw człowieka w art. 9 głosi Nikogo nie wolno samowolnie aresztować, zatrzymać lub wygnać z kraju, a w art. 13.2 Każdy człowiek ma prawo opuścić jakikolwiek kraj, włączając w to swój własny, i powrócić do swego kraju, Międzynarodowy pakt praw obywatelskich i politycznych w art. 12.4 Nikt nie może być samowolnie pozbawiony prawa wjazdu do swego własnego kraju). Niektóre państwa zakaz ten obchodzą, pozbawiając wcześniej daną osobę obywatelstwa, czyniąc z niej bezpaństwowca.
Banity nie należy mylić z zesłańcem. Ten drugi może przebywać tylko tam, gdzie sąd czy władca wskazał.
Nazwy infamia i banicja często stosowane są wymiennie ze względu na różny ciężar tego rodzaju kar w różnych okresach historycznych.
W Panu Tadeuszu Mickiewicza w księdze VII znajduje się fragment:
Że ktoś miał wariata,
Banitę bratem, to co? karać go za brata!
a w księdze XII:
Jacek wierną służbą i cesarską łaską
Zniósł infamiji plamę, powraca do cześci
I znowu się w rzęd prawych patryjotów mieści